# Three Can Play That Game
Three Can Play That Game é um filme estadunidense de comédia romântica de 2007 lançado diretamente em vídeo dirigido por Samad Davis e estrelado por Jason George, Jazsmin Lewis e Vivica A. Fox. É uma continuação do filme de 2001 Two Can Play That Game.

## Sinopse
Quando Byron (George) atinge o grande momento, ninguém fica mais feliz do que sua namorada Tiffany (Lewis) - isto é, até que ela o pega flertando com sua manhosa nova gerente de projeto, Carla (Kellita Smith). Enquanto pensa em romper com Byron, a melhor amiga de Tiffany conta a ela sobre uma especialista em mulheres cujos homens não conseguem controlar seus impulsos primitivos. Entra a Sra. Shanté Smith (Fox). Usando seu conhecimento da psique masculina e seu novo programa de Cinco Passos, Shanté dá a Tiffany as ferramentas necessárias para "treinar" Byron e lhe ensinar uma lição sobre seu comportamento. No entanto, Byron também tem conselhos de especialistas em seu canto, cortesia de seu melhor amigo Gizzard (Tony Rock). Mais uma vez, a batalha pelo título do sexo superior começou.

## Elenco
- Vivica A. Fox — Shanté Smith
- Donna Biscoe — Mrs. Thompson
- Jazsmin Lewis — Tiffany
- Jason George — Byron Thompson
- John Atwood — Dexter McKinzie
- Kellita Smith — Carla
- Liz Langford — Karen Thompson
- L. Warren Young — Mr. Thompson
- Melyssa Ford — Candy
- Rashan Ali — Monica
- Terri J. Vaughn — Linda
- Tony Rock — Gizzard